# 護国寺出入口
護国寺出入口（ごこくじでいりぐち）は、東京都文京区にある首都高速道路5号池袋線の出入口である。
竹橋JCT方面の出入口のみ設置されているハーフインターチェンジである。
2022年（令和4年）4月1日以降、入口はETC専用となっている。

## 接続する道路
- 東京都道435号音羽池袋線（音羽通り）
- 東京都道437号秋葉原雑司ヶ谷線（不忍通り）
  - 間接接続 東京都道8号千代田練馬田無線（目白通り）

## 周辺
- 護国寺
- 護国寺駅
- 豊島ヶ岡御陵

## 隣
首都高速5号池袋線
(503)早稲田出口 - (505)護国寺出入口 - 南池袋PA - (507,508)東池袋出入口